# Macrodactylus annulitarsis
Macrodactylus annulitarsis är en skalbaggsart som beskrevs av Blanchard 1850. Macrodactylus annulitarsis ingår i släktet Macrodactylus och familjen Melolonthidae. Inga underarter finns listade i Catalogue of Life.